# Fraser MacPherson

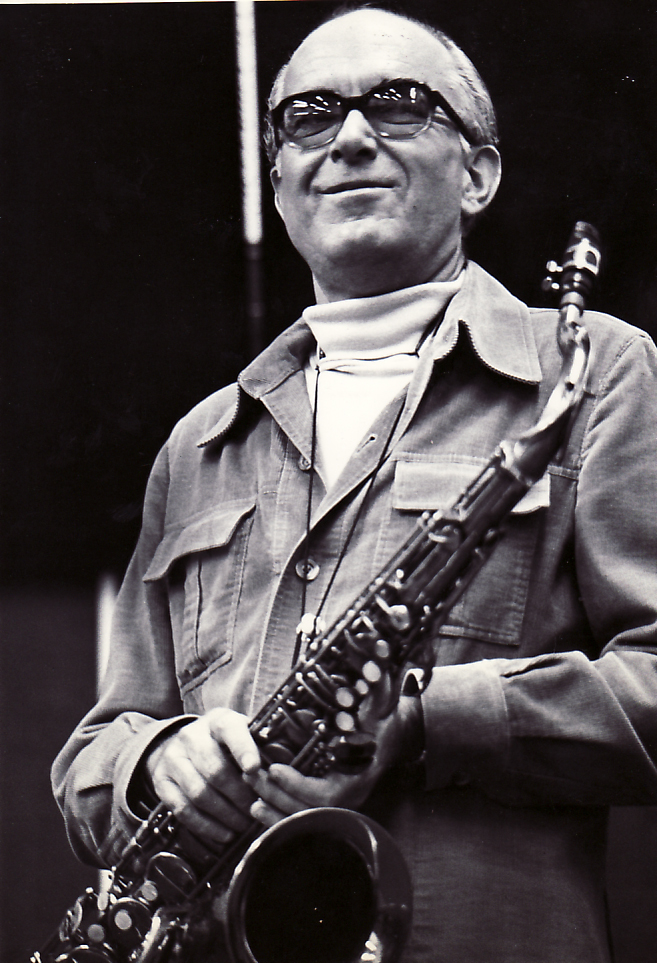
John Fraser MacPherson

John Fraser MacPherson (* 10. April 1928 in Saint-Boniface (Manitoba); † 27. September 1993 in Vancouver) war ein kanadischer Jazzmusiker.

## Leben
MacPherson verbrachte den größten Teil seiner Kindheit in Victoria (British Columbia), wo er Klavier, Klarinette, Alt- und Tenorsaxophon lernte. In Vancouver spielte er in den Bands von Ray Norris, Dave Robbins, Paul Ruhland und Doug Parker und leitete seine eigenen Gruppen. 1958 zog er nach New York City, wo er auch als Flötist auftrat. Er kehrte nach Kanada zurück, wo er sich als Studiomusiker profilierte. Insbesondere spielte er in den Klangkörpern der CBC. Erst in den 1980er-Jahren trat er wieder mit eigenen Gruppen auf und legte Alben unter seinem Namen vor. 1983 gewann er mit I Didn’t Know About You, das er mit Oliver Gannon einspielte, einen Juno Award für das beste Jazzalbum aus Kanada. Mit In the Tradition hat er 1991 mit Ian McDougall „ein ähnlich sanftes, entspanntes Album eingespielt, das stilistisch irgendwo zwischen Zoot Sims und Al Cohn eingeordnet werden könnte“ (Digby Fairweather im Jazz Rough Guide). Er tourte mehrfach durch die damalige UdSSR. 1989 wurde er mit dem Order of Canada ausgezeichnet.

## Enzyklopädischer Eintrag
- Ian Carr, Digby Fairweather, Brian Priestley: Jazz Rough Guide Stuttgart 1999